# Acqua Dolomia Serena Wines Tennis Cup 2021
La Acqua Dolomia Serena Wines Tennis Cup 2021 è stato un torneo maschile di tennis giocato sulla terra rossa. Era la 18ª edizione degli Internazionali di Tennis del Friuli Venezia Giulia, facente parte della categoria Challenger 80 nell'ambito dell'ATP Challenger Tour 2021. Si è giocato all'A.S.D. Eurotennis Club di Cordenons, in Italia, dal 2 all'8 agosto 2021.

## Partecipanti

### Teste di serie
| Nazionalità | Giocatore             | Ranking* | Testa di serie |
| ----------- | --------------------- | -------- | -------------- |
| Italia      | Stefano Travaglia     | 88       | 1              |
| Francia     | Gilles Simon          | 102      | 2              |
| Argentina   | Francisco Cerúndolo   | 118      | 3              |
| Perù        | Juan Pablo Varillas   | 125      | 4              |
| Bolivia     | Hugo Dellien          | 140      | 5              |
| Francia     | Antoine Hoang         | 145      | 6              |
| Argentina   | Juan Manuel Cerúndolo | 146      | 7              |
| Italia      | Federico Gaio         | 149      | 8              |

* Ranking al 26 luglio 2021.

### Altri partecipanti
I seguenti giocatori hanno ricevuto una wild card per il tabellone principale:
- Filippo Baldi
- Riccardo Bonadio
- Luca Nardi

Il seguente giocatore è entrato in tabellone come special exempt:
- Thiago Agustín Tirante

Il seguente giocatore è entrato in tabellone come alternate:
- Pavel Kotov

I seguenti giocatori sono passati dalle qualificazioni:
- Francesco Forti
- Alejandro González
- Camilo Ugo Carabelli
- Giulio Zeppieri

## Punti e montepremi
| Torneo    | Torneo              | V     | F     | SF    | QF    | 2T  | 1T  | Q | Q2  | Q1  |
| Singolare | Punti               | 80    | 48    | 29    | 15    | 7   | 0   | 4 | 1   | 0   |
| Singolare | Premi in denaro (€) | 6 190 | 3 650 | 2 160 | 1 260 | 730 | 450 | – | 225 | 115 |
| Doppio    | Punti               | 80    | 48    | 29    | 15    | –   | 0   | – | –   | –   |
| Doppio    | Premi in denaro (€) | 2 670 | 1 550 | 930   | 550   | –   | 310 | – | –   | –   |

## Campioni

### Singolare
Francisco Cerúndolo ha sconfitto in finale  Tomás Martín Etcheverry con il punteggio di 6–1, 6–2.

### Doppio
Orlando Luz /  Rafael Matos hanno sconfitto in finale  Sergio Galdós /  Renzo Olivo con il punteggio di 6–4, 7–6(5)